# راپسودی مجار شماره ۲
راپسودی مجار شمارهٔ ۲، در دو دیز مینور، دومین راپسودی از مجموعهٔ ۱۹ راپسودی مجار برای پیانو، اثر فرانتس لیست، است. به سبب شهرت قطعه، راپسودی مجار (بی ذکر شماره) هم بدان گفته می‌شود. اثر به سال ۱۸۴۷ میلادی تصنیف شد و به لادیسلاس تلکی پیشکش شد. در ۱۸۵۱ برای بار نخست انتشار یافت و از همان ابتدا سخت مقبول افتاد؛ از آن هنگام باز تنظیم‌های فراوانی از آن برای ارکستر، دو پیانو، چهار دست و غیره تصنیف شده‌است. از جمله لیست خود با همکاری فرانتس دوپلر تنظیمی از آن برای ارکستر ارائه داد (تصنیف ۱۸۵۷-۱۸۶۰؛ نشر ح. ۱۸۷۵) و چندین سال بعد نسخهٔ ارکستر را برای چهار دست و یک پیانو تنظیم کرد (تصنیف ۱۸۷۴؛ نشر ۱۸۷۵). این راپسودی از قطعه‌های بسیار دشوار و نمایشی‌است و نواختنش تنها برای نوازندگان چیره‌دست ممکن است. لحن‌های متضاد، پرهیجان، و بازیگوشانهٔ آن سبب شده‌است که آثار کارتونی فراوانی با تکیه بر آن آفریده شود.
قطعه از یکی درآمد پرسش‌ و پاسخی هیبتمند و آرام در هشت میزان و دو بخش طولانی یکی آرام (لاسان=Lassan) و دیگری پرشور (فریسکا=Friska، میزانِ ۱۱۸ و سپس‌تر) تشکیل شده‌است. ساختار قطعه ملهم از آنِ رقص مجار چارداش است. زیربخش اختتام قطعه از میزان ۴۲۱ می‌آغازد و با ابهت به پایان می‌رسد. لیست بعدها کادنزاهایی چند برای راپسودی ۲ نوشت که بین میزان ۴۲۰ و ۴۲۱ نواخته شوند. مجموعهٔ نخست کادنزاها در سال ۱۸۸۵ برای لینا اشمالهاوزن و مجموعهٔ دوم برای تونی راب نوشته شده‌است. وانگهی فرانتس لیست  از آغاز (۱۸۵۱) دست نوازندگان را در اجرا یا تصنیف کادنزا باز گذاشته بوده‌است. بسیاری از نوازندگان بزرگ دعوت لیست را لبیک گفته‌اند. از جمله سیرگئی راخمانینف و ولادیمیر هوروویتس. دومی پا را فراتر گذاشت و وردش‌های کلان‌تری در کل قطعه داد که به وردش هوررویتس شناخته‌است.
راپسودی مجار از قطعه‌های بسیار محبوب نزد کارتون‌سازان و فیلم‌سازان بوده‌است. قدیم‌ترین کاربرد قطعه در یکی کارتون کوتاهِ سیاه‌سفید از استودیوی والت‌دیزنی‌است (۱۹۲۹م) و در آن بخشی از فریسکا، در کنار قطعات دیگر از آهنگسازان دیگر نواخته می‌شود. دو کارتون کوتاه، یکی کنسرتوی گربه از مجموعهٔ تام و جری متعلق به استودیوی مترو گلدوین مایر (۱۹۴۶م)، و دیگری راپسودی خرگوش از مجموعهٔ باگز بانی متعلق به استودیوی وارنر برادرز (۱۹۴۶م)، تماماً به این قطعه پرداخته‌اند. کنسرتوی گربه به‌طور خاص چشمگیر است که در آن بخش اعظمی از قطعه (شامل لاسان و فریسکا) بی‌وقفه نواخته می‌شود. وانگهی کنسرتوی گربه جایزهٔ اسکار را برای سازندگانش در پی داشت. تقریباً یک‌دهه پیش از آن، مکس فلیشر در کارتون کوتاهی با عنوان ارکستر حیوان اجرای کاملِ تنظیمِ قطعه برای ارکستر را گنجانده بود (۱۹۳۷م).

### آثار کارتونی
- The Opry House در یوتیوب
- A Car-Tune Portrait (Animal Orchestra)‎
- The Cat Concerto در یوتیوب
- Rhapsody Rabbit در یوتیوب